# Mayall II
Mayall II è un ammasso globulare visibile in direzione della Galassia di Andromeda, nella omonima costellazione.
Si trova ad una distanza di 170.000 anni luce dal centro galattico della Galassia di Andromeda, intorno al quale orbita, ed è l'ammasso globulare più luminoso del Gruppo Locale tra quelli noti, con una massa equivalente pari al doppio di quella di Omega Centauri, l'ammasso globulare più grande della Via Lattea.
A causa dell'assai diffusa distribuzione di metallicità, indice di varie generazioni di stelle e un lungo periodo di formazione stellare, molti studiosi sono portati a credere che si tratti, più che di un ammasso globulare vero e proprio, del nucleo di un'antica galassia nana fagocitata dalla Galassia di Andromeda.

## Denominazione
Il nome dell'ammasso Mayall II è stato assegnato in onore dell'astronomo americano Nicholas Mayall, che lo scoprì nel 1953 assieme a Olin J. Eggen.